# 1996 في الاتحاد الأوروبي
الأحداث من عام 1996 في الاتحاد الأوروبي.

## الحكم
- رئيس المجلس الأوروبي
  -  لامبرتو ديني (كانون الثاني – أيار 1996)
  -  رومانو برودي (أيار – حزيران 1996)
  -  جون بروتون (تموز – كانون الأول 1996)
- رئيس المفوضية
  -  جاك سانتر
- رئاسة مجلس
  -  إيطاليا (كانون الثاني – حزيران 1996)
  -  أيرلندا (تموز – كانون الأول 1996)

## الأحداث

### كانون الثاني
- 1 كانون الثاني
  - إيطاليا تتولى رئاسة الاتحاد الأوروبي.
  - دخول الاتحاد الجمركي بين الاتحاد الأوروبي وتركيا حيز التنفيذ.
- 17 كانون الثاني - جمهورية التشيك تقدمت بطلب رسمي للانضمام إلى الاتحاد الأوروبي.
- 18 كانون الثاني - تم انتخاب السيد Bernhard Friedmann رئيساً لديوان المحاسبة.
- 31 كانون الثاني - اعتمدت المفوضية ورقة خضراء بشأن مراجعة لائحة مراقبة الاندماج.

### شباط
- 1 شباط - تدخل الاتفاقيات المؤقتة مع روسيا وأوكرانيا حيز التنفيذ.
- 26 شباط - توقيع اتفاقية شراكة أورومتوسطية مع المغرب.

### آذار
- 1 - 2 آذار - انعقاد قمة بين الاتحاد الأوروبي وآسيا في بانكوك، تايلاند.
- 5 آذار - قرارا "Brasserie du pêcheur" و "Factortame". تحدد محكمة العدل الأوروبية متى يمكن تحميل دولة عضو تنتهك قانون المجموعة مسؤولية الأضرار التي تلحق بفرد عادي.
- 6 آذار - اعتمدت المفوضية الكتاب الأبيض بشأن مراقبة الحركة الجوية وورقة خضراء بشأن الحماية القانونية للخدمات المشفرة.
- 27 آذار - اللجنة تتخذ قرارا بشأن التدابير العاجلة التي يجب اتخاذها للحماية من مرض جنون البقر (مرض جنون البقر) يفرض حظر تصدير عالمي على منتجات لحوم البقر ولحم البقر البريطانية.
- 29 آذار - عُقد افتتاح المؤتمر الحكومي الدولي لمراجعة معاهدة ماستريخت في تورين بإيطاليا. يحدد المجلس الأوروبي جدول أعماله.

### نيسان
- 1 - 2 نيسان - عقد مؤتمر G7 حول التوظيف في ليل، فرنسا.
- 19 - 20 نيسان - عقد اجتماع G7 + 1 حول السلامة النووية في موسكو، روسيا.
- 22 نيسان - يوقع الاتحاد الأوروبي اتفاقيات شراكة وتعاون مع جورجيا وأرمينيا وأذربيجان.

### أيار
- 8 أيار - اعتمدت المفوضية الورقة الخضراء بشأن الاتصالات التجارية في السوق الموحدة.
- 13 أيار - يتبنى المجلس خطة عمل الاتحاد الأوروبي الخاصة بروسيا.
- 22 أيار - اللجنة تتبنى ورقة خضراء حول الخدمات المالية.
- 23 أيار - حكم هيدلي لوماس. تؤكد محكمة العدل الأوروبية أن أي دولة عضو تنتهك قانون المجموعة برفضها إصدار رخصة تصدير لفرد خاص يجب أن تدفع تعويضات.

### حزيران
- 1 حزيران - دخلت اتفاقيات التعاون مع فيتنام ونيبال حيز التنفيذ.
- 10 حزيران - سلوفينيا تقدمت بطلب رسمي للانضمام إلى الاتحاد الأوروبي.
- 14-15 حزيران - عقد مؤتمر ثلاثي حول النمو والعمالة بمشاركة مؤسسات المجتمع والدول الأعضاء والشركاء الاجتماعيين في روما، إيطاليا.
- 21 حزيران - توقيع اتفاقيات التعاون مع أوزبكستان وتشيلي.
- 21 - 22 حزيران وعقد المجلس الأوروبي في فلورنسا، إيطاليا -. ويحدد أهداف وجدول أعمال المؤتمر الحكومي الدولي (IGC)، ويؤيد الخطة الإطارية التي قدمتها لجنة القضاء على اعتلال الدماغ الإسفنجي البقري (BSE) ويحل مشكلة سلطة محكمة العدل في تفسير اتفاقية اليوروبول.
- 25 حزيران - اعتمد المجلس لائحة TACIS الجديدة بشأن مساعدة الدول المستقلة الجديدة ومنغوليا للفترة 1996-1999.
- 27 - 29 حزيران - قمة مجموعة السبع تنعقد في ليون، فرنسا. وتم اعتماد ثلاث وثائق: إعلان بشأن الإرهاب، وبيان اقتصادي بعنوان «إنجاح العولمة لصالح الجميع» وبيان من الرئيس بعنوان «نحو مزيد من الأمن والاستقرار في عالم أكثر تعاوناً».

### تموز
- 1 تموز - أيرلندا تتولى رئاسة الاتحاد الأوروبي.
- 24 تموز - اعتمدت المفوضية ورقة خضراء بعنوان «العيش والعمل في مجتمع المعلومات: الناس أولاً» وورقة خضراء حول دور وموقف ومسؤولية المدقق القانوني.
- 25 تموز - المجلس يتبنى لائحة تتعلق بالمساعدات المقدمة لإعادة بناء جمهوريات يوغوسلافيا السابقة.
- 30 تموز - المفوضية تتبنى الكتاب الأبيض بشأن الإستراتيجية التي يجب اتباعها لتنشيط السكك الحديدية في الاتحاد الأوروبي.

### أيلول
- 16-17 أيلول - عقب القمة العالمية للطاقة الشمسية التي عقدت في هراري، زمبابوي، أطلق المشاركون برنامجًا عالميًا للطاقة الشمسية للفترة 1996-2005.
- 27 أيلول / أيلول - وقعت الدول الخمس عشرة الأعضاء في الاتحاد الأوروبي على اتفاقية بشأن تسليم المجرمين وبروتوكول لحماية المصالح المالية للاتحاد الأوروبي. المجلس يتبنى الإجراءات المقابلة.

### تشرين الأول
- 1 تشرين الأول - المجلس يوافق على تحرك مجتمعي لفرض حظر شامل على الألغام الأرضية المضادة للأفراد.
- 2 تشرين الأول - اللجنة تتبنى ورقة خضراء بعنوان «التعليم والتدريب والبحث: معوقات التنقل عبر الوطنية».
- 5 تشرين الأول - عقد المجلس الأوروبي الخاص في دبلن، أيرلندا. يؤكد رؤساء الدول أو الحكومات الجدول الزمني للمؤتمر الحكومي الدولي (IGC).
- 13 تشرين الأول - النمسا تجري انتخابات البرلمان الأوروبي لأول مرة.
- 14 تشرين الأول - انضم المارك الفنلندي إلى آلية سعر الصرف EMS.
- 20 تشرين الأول - فنلندا تجري انتخابات البرلمان الأوروبي لأول مرة.
- 28 تشرين الأول - توقيع اتفاقية تعاون بين الاتحاد الأوروبي وجمهورية كوريا.

### تشرين الثاني
- 4 تشرين الثاني - اعتمدت المفوضية ورقة خضراء حول سياسة الضوضاء المستقبلية.
- 7 - 9 تشرين الثاني وعقد المؤتمر الأوروبي للتنمية الريفية في كورك، أيرلندا -.
- 11 تشرين الثاني - يتبنى المجلس إجراءً مشتركًا لاستدامة العملية الديمقراطية في زائير، إفريقيا
- 20 تشرين الثاني - اعتمدت المفوضية ثلاث أوراق خضراء حول العلاقات بين دول الاتحاد الأوروبي ودول إفريقيا والكاريبي والمحيط الهادئ، وسياسة ترقيم لخدمات الاتصالات، واستراتيجية الجماعة لتطوير الطاقات المتجددة.
- 25 تشرين الثاني - دخلت الليرة الإيطالية من جديد في آلية سعر الصرف EMS.
- 27 تشرين الثاني - المفوضية تتبنى ورقة خضراء حول المشتريات العامة في الاتحاد الأوروبي.

### كانون الأول
- 4-5 كانون الأول - في مؤتمر لندن الذي ركز على تنفيذ اتفاقات السلام في يوغوسلافيا السابقة، تم اعتماد خطة لتوطيد السلام.
- 9-13 كانون الأول - عقد المؤتمر الوزاري لمنظمة التجارة العالمية (WTO) في سنغافورة ويختتم بالاتفاق على منتجات تكنولوجيا المعلومات.
- 10 كانون الأول - توقيع الاتفاقية الأورومتوسطية المؤقتة مع منظمة التحرير الفلسطينية.
- 13-14 كانون الأول - عقد المجلس الأوروبي في دبلن، أيرلندا. تتوصل إلى اتفاق حول العناصر المختلفة اللازمة لإدخال العملة الموحدة (الإطار القانوني، ميثاق الاستقرار، آلية سعر الصرف الجديدة)، وتعتمد إعلان دبلن بشأن التوظيف وتؤكد الجدول الزمني للمؤتمر الحكومي الدولي (IGC).
- 16 كانون الأول - عقد قمة عبر الأطلسي بين الاتحاد الأوروبي والولايات المتحدة في واشنطن بالولايات المتحدة الأمريكية.
- 19 كانون الأول - وقعت الدنمارك وفنلندا والسويد اتفاقية شنغن.

## عواصم الثقافة الأوروبية
عاصمة الثقافة الأوروبية هي مدينة حددها الاتحاد الأوروبي لمدة سنة تقويمية واحدة، تنظم خلالها سلسلة من الفعاليات الثقافية ذات البعد الأوروبي القوي.
- كوبنهاغن، الدنمارك

## روابط خارجية
- EUROPA - البوابة الإلكترونية الرسمية للاتحاد الأوروبي
- الاتحاد الأوروبي، كيف يعمل الاتحاد الأوروبي، التاريخ، 1996 (europa.eu) هو المصدر الرئيسي لهذه القائمة.